# La Belgique Horticole
La Belgique Horticole (abreviado Belgique Hort.) fue una revista ilustrada de botánica que fue editada por Charles François Antoine Morren y su hijo Charles Jacques Édouard Morren. Se publicaron 35 volúmenes entre los años 1850-1885, con el nombre de La Belgique Horticole; Annales de Botanique et d'Horticulture.
- Coeditores de los vols. 5-7 C. F. A. Morren & C. J. E. Morren;
- Editor vols.¹8-34 C. J. E. Morren